# Cammy Abernathy
Cammy R. Abernathy es una científica de materiales y exdecana de la Facultad de Ingeniería Herbert Wertheim de la Universidad de Florida.

## Primeros años
Se graduó en el Instituto de Tecnología de Massachusetts en 1980, posteriormente obtuvo una maestría y un doctorado en la Universidad de Stanford en 1985. Recibió sus tres títulos en ciencia e ingeniería de materiales.

## Carrera
Comenzó como profesora en la Universidad de Florida en 1993. De 2004 y 2009, trabajó como decana asociada de la universidad. En 2009, fue nombrada decana de la Facultad de Ingeniería Herbert Wertheim. En 2015, la universidad recibió 50 millones de dólares de su homónimo, Herbert Wertheim. Fue la donación en efectivo más grande en la historia de la UF. Finalmente renunció en diciembre de 2022 y, mientras tanto, fue reemplazada por Forrest Masters.
Estuvo entre los tres finalistas para ser la nueva presidenta de la Universidad de Memphis.
Su investigación incluye trabajos en materiales y dispositivos electrónicos de película delgada. Es autora de más de 500 publicaciones en revistas, 430 artículos en congresos, un libro en coautoría, 7 libros editados, 8 capítulos de libros y 7 patentes distintas. Actualmente se desempeña como directora William H. Wadsworth del Instituto de Liderazgo en Ingeniería de la UF.

## Reconocimiento
Fue reconocida como miembro de la Sociedad Estadounidense de Física en 2009 "por sus contribuciones al desarrollo del crecimiento de materiales semiconductores compuestos utilizando epitaxia de haces moleculares". También es miembro de la Sociedad Estadounidense del Vacío.
En 2016, la Asociación de Mujeres Académicas de la UF la honró como Mujer Distintiva 2016 por su liderazgo y compromiso con la diversidad y la inclusión.